# Complexe fortifié d'Osowiec
La forteresse d'Osoviets, en polonais Twierdza Osowiec, est une forteresse du XIXe siècle du nord-est de la Pologne et construite, à l'origine par l'Empire russe. En russe son nom est Крепость Осовец i.e. Krepost Osovets. En anglais, les sources varient : d'Osowiec Osovets, Ossovetz, Osovetz et Ossovets. Ce lieu vit d'âpres combats pendant la Première Guerre mondiale quand elle fut héroïquement défendue pendant des mois par la garnison russe contre les attaques allemandes.

## Histoire

### Date de création
La forteresse fut construite dans les années 1882 - 1892 comme un des travaux de défense destinés à protéger la frontière russe contre l'Empire allemand dans ce qui est alors les Terres de la Vistule. Elle fut continuellement modernisée pour tenir compte des progrès et supporter les coups de l'artillerie lourde de siège.

### Concepteur
En 1889 - 1893, l'ingénieur militaire Nestor Bunitsky prit une part importante dans la création de la forteresse. Elle était localisée sur la rivière Biebrza, à environ 50 km de la frontière avec la province de Prusse-Orientale, là où les marais de la rivière pouvaient être traversés, contrôlant alors un point de passage contrôlé important.

### Position stratégique
Les marais et les tourbières étendus qui l'entouraient le rendaient d'un accès difficile par des attaquants. La voie de chemin de fer stratégique Białystok - Ełk (Lyck) - Kaliningrad (Kaliningrad traversait la forteresse et la rivière Biebrza là.

### Première Guerre mondiale

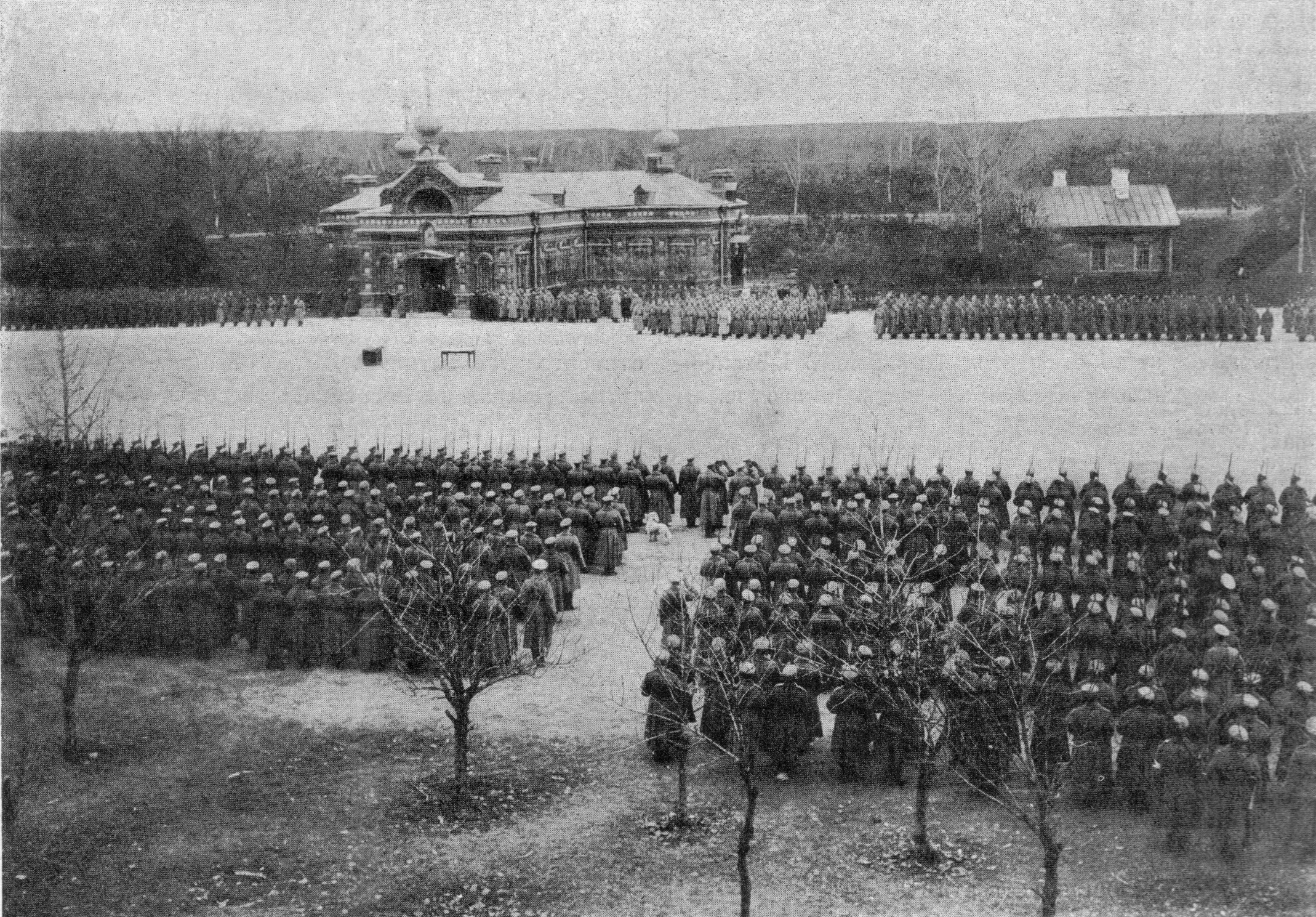
Parade devant l'église de la forteresse d'Osowiec, 1915, à l'occasion de la remise de Croix de St-Georges

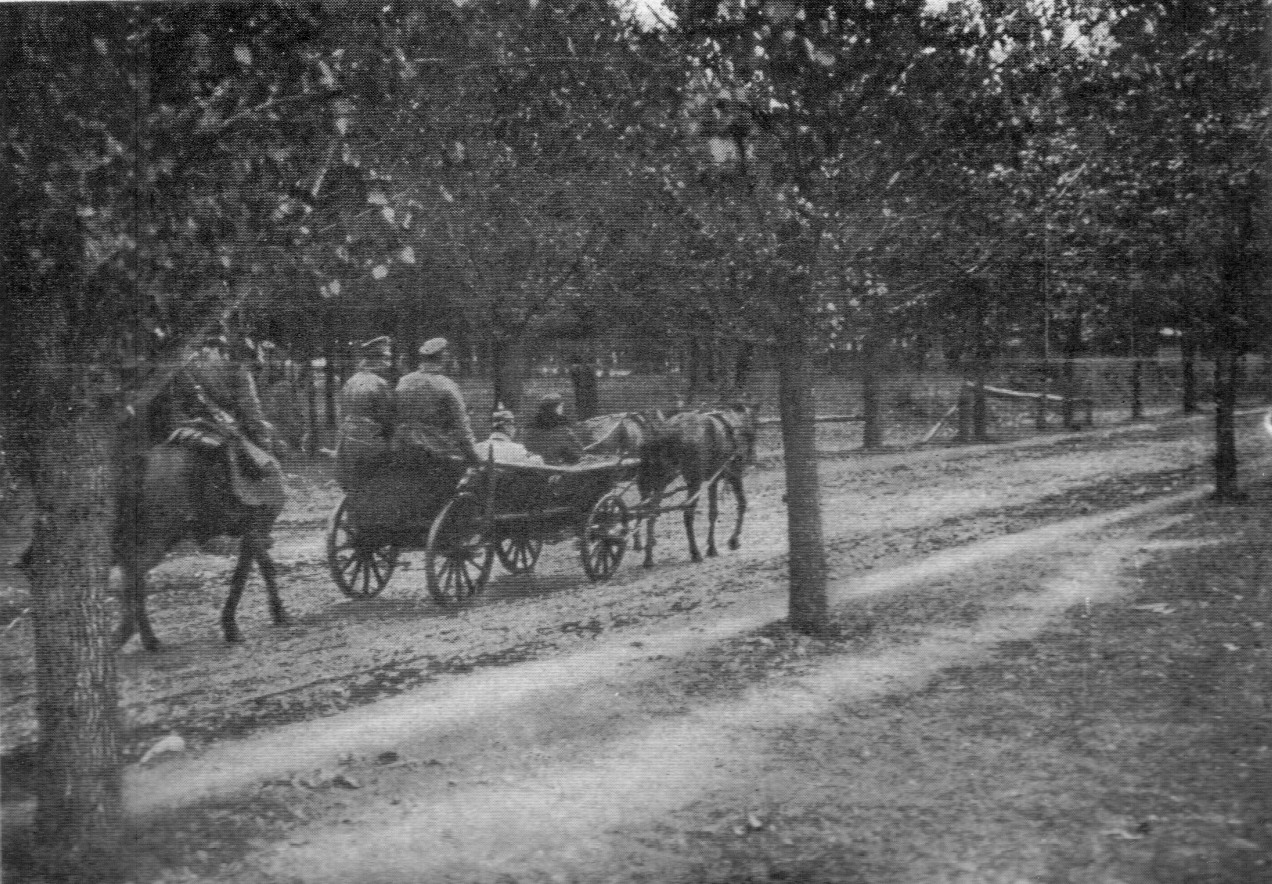
Prisonniers allemands dans la forteresse d'Osowiec, 1914

La forteresse subit de lourds combats pendant la Première Guerre mondiale de septembre 1914 à août 1915 où elle fut abandonnée par l'Armée russe.
Il s'agit également du lieu où se déroula « l'attaque des hommes morts », une bataille opposant l'armée allemande et l'armée russe le 6 août 1915.

### Entre-deux-guerres
Dans les années entre-deux-guerres, la forteresse fut utilisée par l'Armée polonaise.

### Seconde Guerre mondiale
Lors de l'invasion de la Pologne en 1939 elle fut contournée et ne vit pas beaucoup de combats. Pendant l'opération Bagration et plus spécialement l'offensive d'Osovets (appartenant à la 3e phase), elle fut occupée par la Wehrmacht qui l'inclut dans sa ligne de défense. Le 2e front biélorusse et certaines de ses unités s'investirent et prirent la forteresse, après un lourd bombardement du 4e Corps d'aviation d'assaut commandé par le Major-général Georgiy Baidukov, le 14 août 1944. L'ordre du jour n° 166 de Joseph Staline note la prise de la forteresse ce jour-là et félicite les unités et les commandants concernés. En fait, les tentatives continuèrent pour s'emparer des têtes de pont sur la Narew, pendant la fin août. La forteresse subit de gros dégâts.

## État actuel

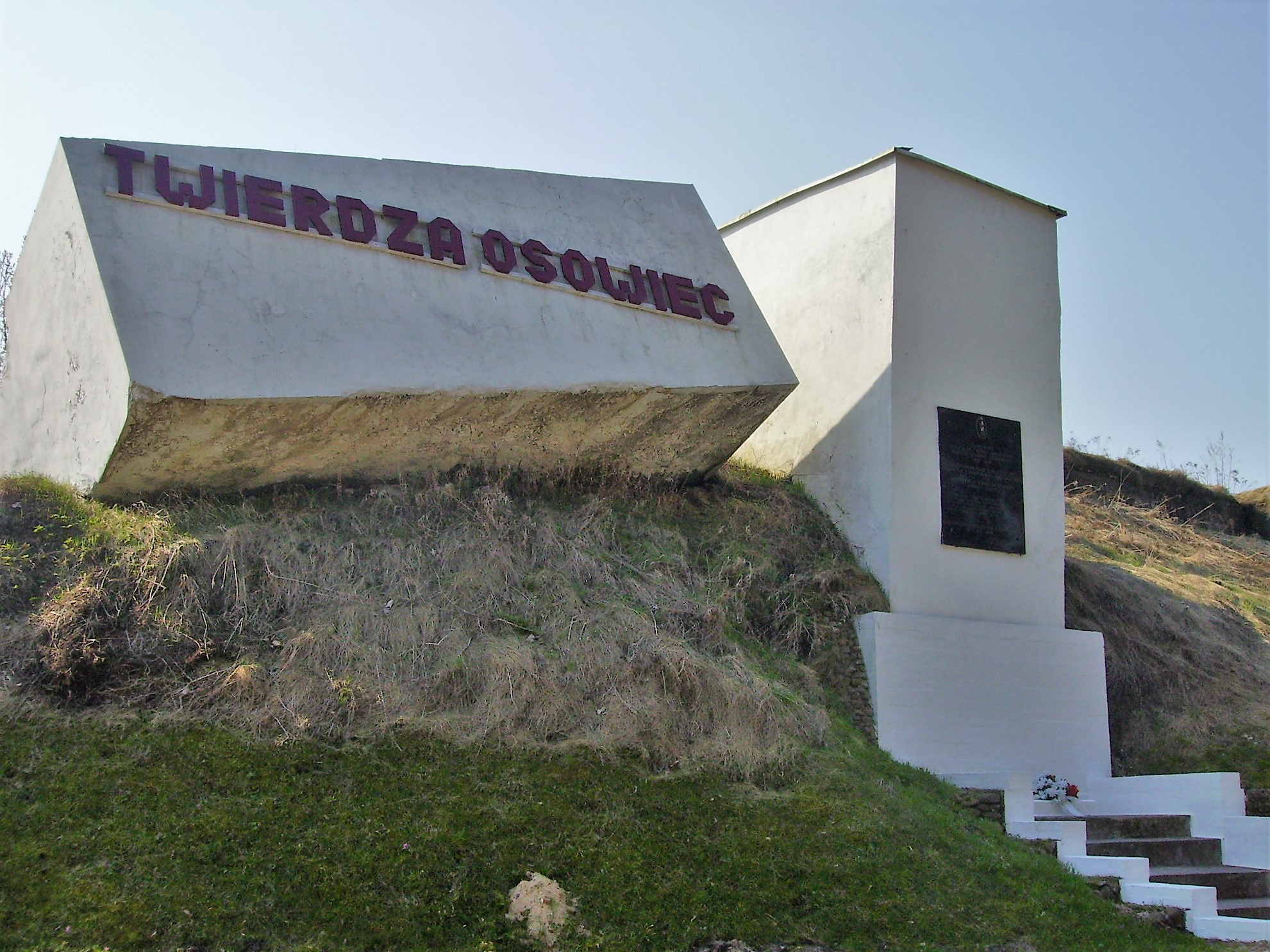
Monument dans la forteresse d'Osowiec.

De nos jours, certaines parties de la forteresse sont accessibles aux touristes, en particulier celles qui sont dans les limites du Parc national de la Biebrza. Le centre d'information du parc est situé à Osowiec-Twierdza, un petit hameau situé dans le territoire de la forteresse. Le reste de la forteresse appartient toujours à l'Armée polonaise et son accès est interdit.

## Dans la culture populaire
Dans leur album The Great War (sorti en 2019), le groupe de métal suédois Sabaton a consacré une chanson (nommée The Attack of the Dead Men) à l'une des batailles marquantes liées à la forteresse.